# Follow That Dream

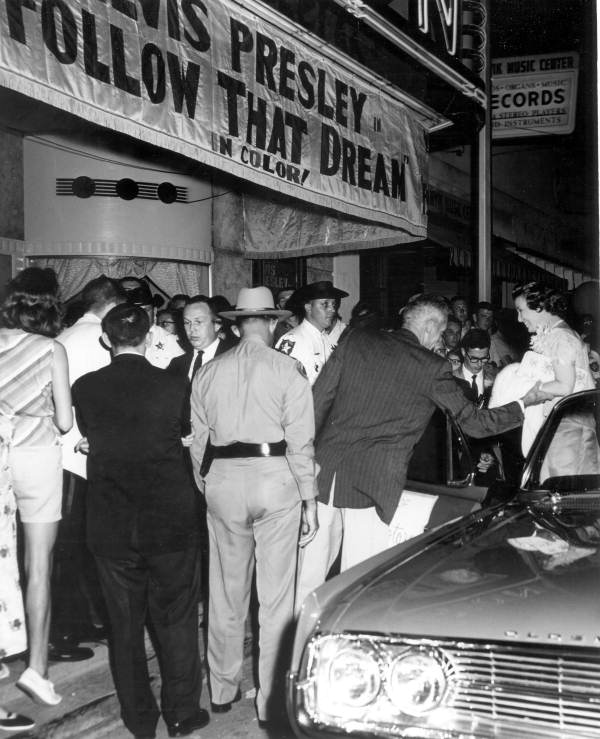
Avant premier de la película Follow That Dream

"Follow That Dream" ("Siga ese sueño") es una canción grabada y popularizada por Elvis Presley como tema principal de la banda sonora de la película del mismo nombre. La letra fue compuesta por Fred Wise y la melodía estuvo a cargo de Ben Weisman.  La versión de Elvis entró en las listas del Billboard Hot 100 alcanzando el puesto # 15 y Billboard Easy Listening logrando el puesto # 5. Actualmente la RIAA ha certificado Follow that dream como disco de platino. 

## Grabación y edición
Elvis grabó en julio de 1961 en el legendario estudio B de la compañía RCA en Nashville, Tennessee unos seis temas de los cuales cuatro de ellos se utilizarían para el soundtrack de la película Follow that dream que se estrenaría al año siguiente, entre ellos estaría la canción principal que daba título al film  una canción que combina elementos de rock and roll, pop y música country. La canción también fue incluida en el álbum The Essential Elvis Presley.
RCA editó un EP con cuatro de los temas grabados en esa sesión y este alcanzó ventas de más de 500.000 copias que hicieron a Elvis acreedor de un nuevo disco de oro oportunamente, logrando años más tarde recibir el premio en platino de la RIAA. 

## Letra
La letra hace referencia a un joven optimista que se maneja en su vida acorde a sus sueños y va en busca de una mujer ideal de la cual enamorarse. 
When your heart gets restless, time to move along
When your heart gets weary, time to sing a song
But when a dream is calling you

There's just one thing that you can do

## En la cultura popular
Bajo el nombre de "Follow that Dream" Graceland puso a la venta  una serie de colecciones de varios álbumes compilados, editados por la compañía RCA. 
El cantante Bruce Springteen, reconocido admirador de Elvis, comenzó a interpretar su propia versión del tema Follow that dream durante una gira artística por Europa en 1981. La versión de Springteen es algo más lenta que la de Elvis y ha aparecido en un disco bootled con el mismo nombre. 
The Mirisch Company que fue la encargada de producir la película que llevaba el nombre de la canción, era a su vez la productora asociada que puso en el aire la serie animada de la Pantera Rosa. En el episodio titulado "Pink A-Rella" (una parodia del cuento clásico de la Cenicienta) la Pantera Rosa se hace de la varita mágica de una bruja con la cual ayuda a una joven indigente a lograr entrar a un concurso de belleza, cuyo primer premio era una cita con una celebridad llamada Pelvis Parsley en un claro guiño a Elvis Presley.

## Listas
| Listas (1962)            | Posición alcanzada |
| ------------------------ | ------------------ |
| Billboard Hot 100        | 15                 |
| Billboard Easy Listening | 5                  |